# Made in Heaven (dal)
A Made in Heaven egy dal Freddie Mercury 1985-ös Mr. Bad Guy albumáról. Az 1995-ös Made in Heaven Queen albumra is felkerült. Kislemezként is megjelent, az 57. helyet érte el az angol slágerlistán.
Mercury 1984. május 31-én vette fel a zongorarészeket, majd nem sokkal később a vokálokat is. Hasonlóan az egész albumhoz, ezen a dalon is a könnyedebb zongorakíséretek domináltak, ellentétben a Queen rock orientáltabb hangzásától. Az album eredeti címe Made in Heaven lett volna.
Mercury halála után a Queen megmaradt tagjai új keverést és kisebb felvételeket készítettek hozzá, amely felkerült a későbbi Made in Heaven albumra.

## Közreműködők

### 1985-ös verzió
- Ének: Freddie Mercury
- Háttérvokál: Freddie Mercury

Hangszerek:
- Freddie Mercury: zongora, szintetizátor
- Fred Mandel:  zongora szintetizátor, gitár
- Paul Vincent: gitár
- Curt Cress: dob
- Stephan Wissnet: basszusgitár, mintavevők, dobgép
- Mack: mintavevők, dobgép

### 1995-ös verzió
- Ének: Freddie Mercury
- Háttérvokál: Freddie Mercury

Hangszerek:
- Brian May: Red Special
- Freddie Mercury:Bösendorfer  zongora
- John Deacon: Fender Precision Bass
- Roger Taylor: dob, üstdob

## Kislemez kiadás
7" kislemez:
1. Made in Heaven
2. She Blows Hot And Cold

12" kislemez:
1. Made In Heaven (Extended)
2. Made in Heaven
3. She Blows Hot And Cold